# 塩味達次郎
塩味 達次郎（しおみ たつじろう、1946年（昭和21年）8月30日 - ）は、日本の政治家。弁護士。元埼玉県朝霞市長。

## 経歴
埼玉県北足立郡朝霞町（現朝霞市）出身。1969年（昭和44年）中央大学法学部を卒業し、同大学院法学研究科修士課程を修了する。1970年（昭和45年）司法試験に合格し、1974年（昭和49年）弁護士登録した。朝霞市で弁護士を開業。朝霞市議会議員を1期務め、朝霞市商工会議所、朝霞市医師会、朝霞市歯科医師会の各顧問を務めた。この間、1983年（昭和58年）の第37回衆議院議員総選挙において旧埼玉5区から無所属で立候補したが落選した。1993年（平成5年）朝霞市長に当選し、3期務めた。